# وليام ليونارد بيكارد
ويليام ليونارد بيكارد (من مواليد 21 تشرين الأول أكتوبر 1945) هو واحد من اثنين من المدانين في أكبر قضية لتصنيع حامض الديثيلاميد الليزرجي (LSD) في التاريخ. في عام 2000، أثناء نقل معمل الإنتاج المختص بتصنيع الـLSD في ولاية كانساس، تم إيقاف بيكارد وكلايد أبيرسون أثناء القيادة لشاحنة استئجار من نوع رايدر وسيارة متابعة. تم تخزين المعمل بالقرب من صومعة صواريخ من طراز أطلس-إي التي تم تجديدها بالقرب من واميجو بولاية كانساس. كان جوردن تود سكينر، واحدًا من الرجال الذين شاركوا في هذه القضية ولم يتم توجيه اتهامات إليه بسبب تعاونه، هو صاحب الملكية التي تم تخزين معدات المختبر بها.
حصل بيكارد في 27 يوليو 2020 على إطلاق سراح رحيم من السجن الفيدرالي بعد 20 عامًا من عقوبته.